# Mole Jazz
Mole Jazz (ook: Mole) was een Engels platenlabel voor jazz, dat in 1980 in London werd opgericht. De oprichters waren Ed Dipple, Graham Griffiths en Peter Bould. Het label was vernoemd naar hun platenwinkel
Het label bracht alleen muziek uit die de eigenaars mooi vonden, zoals van Gil Evans, Art Pepper, Stan Tracey, Bill Watrous, Bud Shank, Tubby Hayes (rereleases) en Bobby Jaspar (niet eerder uitgebracht materiaal).
In 1986 volgde de oprichting van het sublabel Hot House, waarop ze onder andere nieuwe opnames uitbrachten van Nathan Davis en Dusko Goykovich. In 1986 kwam het label met zijn eerste cd-uitgave.